# Далонега (Џорџија)
Далонега (енгл. Dahlonega) град је у америчкој савезној држави Џорџија. По попису становништва из 2010. у њему је живело 5.242 становника.

## Демографија
Према попису становништва из 2010. у граду је живело 5.242 становника, што је 1.604 (44,1%) становника више него 2000. године.
| Група             | 2000.         | 2010.         |
| Белци             | 3.130 (86,0%) | 4.610 (87,9%) |
| Афроамериканци    | 180 (4,9%)    | 165 (3,1%)    |
| Азијати           | 26 (0,7%)     | 61 (1,2%)     |
| Хиспаноамериканци | 239 (6,6%)    | 312 (6,0%)    |
| Укупно            | 3.638         | 5.242         |